# Heteropoda flavocephala
Heteropoda flavocephala là một loài nhện trong họ Sparassidae.
Loài này thuộc chi Heteropoda. Heteropoda flavocephala được Anna Maria Sibylla Merian miêu tả năm 1911.